# Erythrura psittacea
Erythrura psittacea е вид птица от семейство Estrildidae. Видът е незастрашен от изчезване.

## Разпространение
Разпространен е в Нова Каледония.